# Flottielje

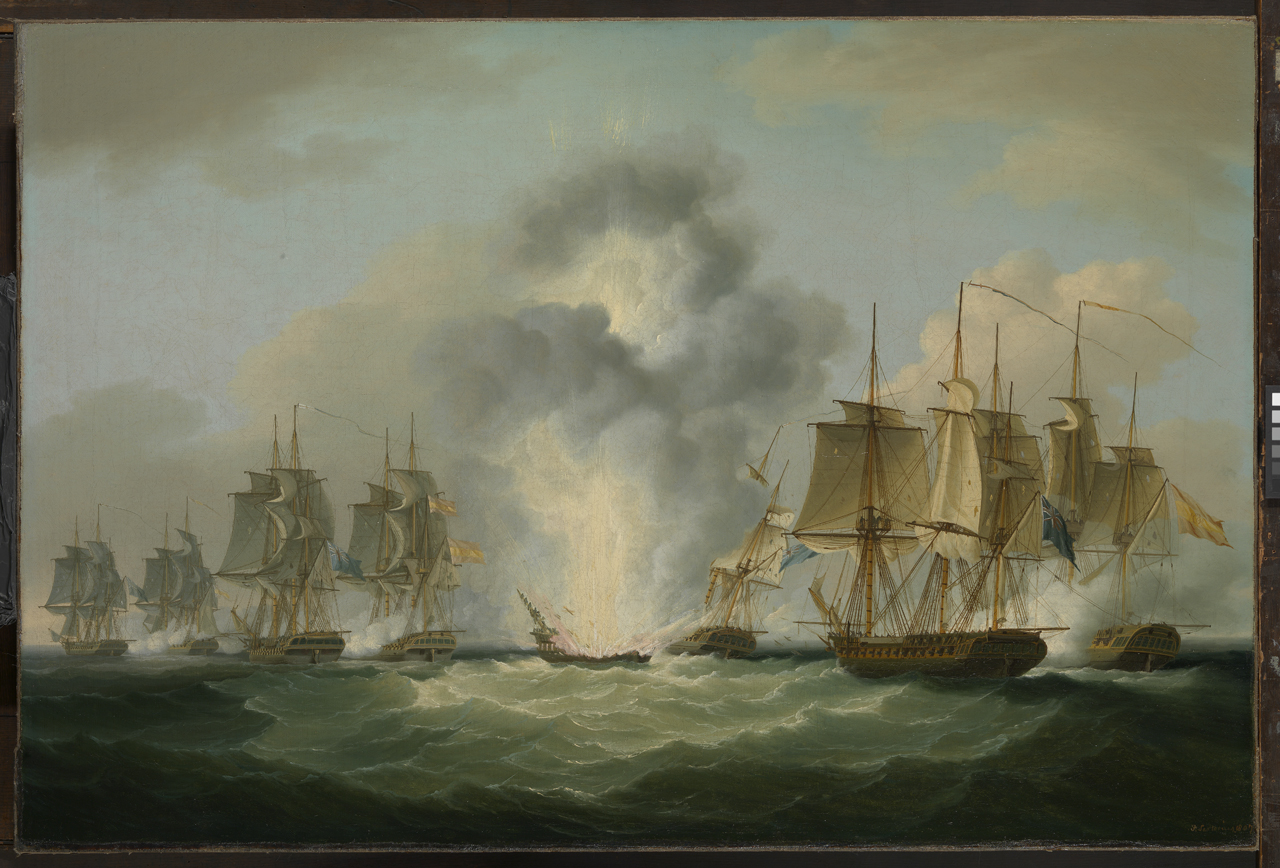

Een flottielje is een formatie van kleine oorlogsschepen die onderdeel kan vormen van een grotere vloot.
Een flottielje bestaat meestal uit een homogene groep van oorlogsschepen van dezelfde klasse, zoals torpedobootjagers, fregatten, torpedoboten, onderzeeboten, kanonneerboten of mijnenvegers. Grotere oorlogsschepen worden gegroepeerd in eskaders.
Een flottielje wordt over het algemeen geleid door een achter-admiraal (in Nederland een schout-bij-nacht), een commandeur of een kapitein-ter-zee, afhankelijk van het belang van het bevel. Een flottielje wordt vaak onderverdeeld in twee of meer divisies, die elk kunnen worden geleid door de hoogste bevelhebber in rang. Een flottielje is vaak een permanente formatie, maar niet altijd.
In moderne marines lijken flottieljes steeds vaker te verworden tot bestuurlijke eenheden. Doordat oorlogsschepen steeds groter zijn geworden, is binnen veel marines het begrip flottielje voor formaties van torpedobootjagers, fregatten en onderzeeërs vaak al vervangen door het begrip eskader.
Een flottielje heeft geen land-equivalent, maar kan misschien grofweg in waarde gelijkgesteld worden aan een brigade of regiment.
Vandaag de dag wordt de naam flottielje gebruikt bij georganiseerde zeilvakanties, duidend op een groep zeiljachten die een bepaalde route in een week afleggen onder begeleiding van een moederschip.

## Etymologie
Het woord flottielje stamt indirect af van het Oudnoordse flotti (vloot of vlot). Dat is in het Oudfrans overgenomen als flotte (vloot), geattesteerd in 1138. Dit duikt omstreeks 1350 in het Spaans op als flota (vloot). Het Spaanse verkleinwoord flotilla duikt in 1691 op in het Frans als flottille. Etymologiebank vermeldt dat het woord in 1804 in dezelfde spelling in het Nederlands opduikt. Er wordt een verband gelegd met het toenmalige Franse bestuur van Nederland, dat een groot aantal vernieuwingen en leenwoorden met zich meebracht. Al eerder, in de jaren 1750 en 1760, gebruikte de Opregte Haarlemsche Courant het woord enkele keren voor vlooteenheden. Deze en de Utrechtsche courant gebruikten de term ook aan het eind van die eeuw, kort na de Franse Revolutie.
De hedendaagse spelling flottielje zou in 1931 geattesteerd zijn, maar het Dagblad van 's Gravenhage gebruikte deze schrijfwijze vanaf 1828; in andere kranten werd deze enkele jaren later gangbaar. Vanaf 1893 tot in de jaren 1950 komt de schrijfwijze jaarlijks in tientallen of honderden krantenartikelen voor.
Tientallen Europese talen gebruiken een variatie op dit woord, maar ook in Aziatische talen komt het voor, bijvoorbeeld in het Bengaals, het Divehi, het Javaans en het Tadzjieks. In het Duits is het net als in het Nederlands ontleend aan het Frans, maar in het Engels komt het rechtstreeks uit het Spaans.